# OK Snacks
OK Snacks A/S er en dansk snackproducent, der producerer snacks som flæskesvær, popcorn, nødder og chips. Virksomheden har hovedkvarter i Ejstrupholm, hvor den blev etableret af Givesco-koncernen i 1990. Det er et datterselskab til Givesco Bakery Group. Der er ca. 155 fuldtidsansatte i OK Snacks.